# Alexander von Middendorff
Alexander Theodor von Middendorff (oroszul: Александр Федорович Миддендорф, Alekszandr Fjodorovics Middendorf) (Szentpétervár, 1815. augusztus 18. – Hellenurme, Palupera község, 1894. január 24.) balti német származású orosz felfedező és természetbúvár.

## Élete
Theodor Johann von Middendorff (1776–1856) és Sophia Johanson (1782–1868) fia. Természettudományokat tanult és 1839-ben a zoológiai tanszék adjunktusa lett Kijevben. 1840-ben beutazta Lappföldet, 1842-45-ben Szibériát, egészen a felső Amurig. Ezt megírta Reise in den äussersten Norden (Szentpétervár, 1848-75) című könyvében. A tudományos akadémia évkönyveiben 1855-ben kiadta Die Isepiptesen Russlands című dolgozatát és 1840-ben Baer és Helmersen gyűjteményében (Beiträge zur Kenntniss des russischen Reiches) Lappföld faunáját írta le. 1867-ban Alekszej nagyherceget kísérte oroszországi útján, 1869-ben Vlagyimir nagyherceget, 1870-ben Alekszejt Novaja Zemljára és a Fehér-tengerhez. 1878-ban pedig a Ferganai-medencébe utazott, amiről Einblicke in das Ferghanathal (Szentpétervár, 1881) című könyvét írta. Middendorff 1845-től tagja, 1855-57-ben titkára volt az orosz tudományos akadémiának.